# Tetraplatia volitans
Tetraplatia volitans är en manetart som beskrevs av Busch 1851. Tetraplatia volitans ingår i släktet Tetraplatia och familjen Tetraplatidae. Inga underarter finns listade i Catalogue of Life.